# Corbère
Corbère (katalanisch Corbera) ist ein Ort und eine südfranzösische Gemeinde mit 780 Einwohnern (Stand: 1. Januar 2022) in der alten Kulturlandschaft des Roussillon im heutigen Département Pyrénées-Orientales in der Region Okzitanien.

## Geografie

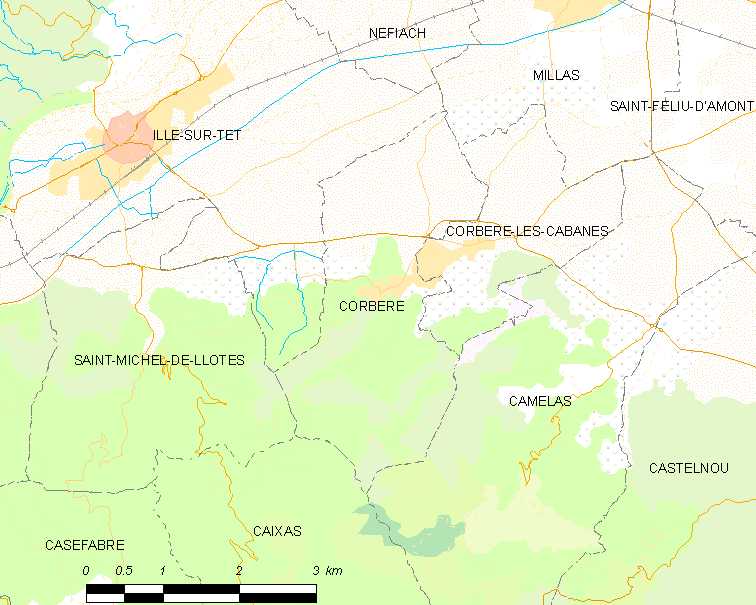
Karte von Corbère

### Lage
Der Ort Corbère liegt in einer Höhe von ca. 220 m ü. d. M. in den östlichen Ausläufern der Pyrenäen und ist rund 24 km (Fahrtstrecke) in westlicher Richtung von Perpignan entfernt; die alte Bischofsstadt Elne liegt ca. 33 km südöstlich.

## Bevölkerungsentwicklung
| Jahr      | 1800 | 1851  | 1901 | 1954 | 1975 | 1999 | 2012 | 2021 |
| Einwohner | 979  | 1.481 | 616  | 435  | 421  | 543  | 717  | 778  |

Mitte des 19. Jahrhunderts hatte der Ort um die 1500 Einwohner. Infolge der Reblauskrise im Weinbau und dem Verlust an Arbeitsplätzen durch die Mechanisierung der Landwirtschaft sank die Einwohnerzahl der Gemeinde im 20. Jahrhundert kontinuierlich ab und stabilisierte sich erst in den letzten Jahrzehnten.

## Wirtschaft
Traditionell lebten die Einwohner als Selbstversorger von den Erträgen ihrer (Wein-)Felder und von ein wenig Viehzucht (Schafe, Ziegen, Hühner). Die heutzutage auf dem Gemeindegebiet produzierten Weine werden über diverse Appellationen vermarktet. Seit der Mitte des 20. Jahrhunderts sind Einnahmen aus dem Tourismus in Form der Vermietung von Ferienwohnungen (gîtes) hinzugekommen.

## Geschichte
Kelten, Römer, Westgoten und Mauren haben keine Spuren auf dem Gemeindegebiet hinterlassen. Der örtlichen Überlieferung zufolge waren es Karl der Große selbst oder sein Heer, die den Anstoß zur Ortsgründung gaben, doch stammt die erste urkundliche Erwähnung des Ortsnamens erst aus dem Jahr 1230 wenngleich eine Kirche mit dem Patrozinium Saint-Pierre erstmals bereits im Jahr 1163 erwähnt wird. Die mittelalterlichen Häuser um den Burgberg wurden im 19. Jahrhundert sukzessive aufgegeben; im Jahr 1856 erfolgte die offizielle Gründung des Ortsteils Corbère-les-Cabanes.

## Sehenswürdigkeiten
- Der auf rechteckigem Grundriss erbaute Donjon des Château de Corbère ist ein imposanter Bau der Zeit des 12. Jahrhunderts; er erhielt spätere Corps-de-Logis-Anbauten. Das restaurierte und in Privatbesitz befindliche Bauwerk wurde bereits im Jahr 1974 als Monument historique anerkannt.[1]
- Die aus weitgehend unbearbeiteten Bruchsteinen erbaute romanische Kapelle Saint-Pierre del Bosc stammt aus der Zeit um 1100 und war die ehemalige Pfarrkirche des Ortes. Die Apsis ist – wie üblich – gegenüber dem 16 m langen Kirchenschiff sowohl in der Höhe als auch in der Breite eingezogen; sie besitzt ein aus exakt behauenen Steinen gemauertes Fenster mit abgeschrägter Laibung. Das aus dem roten Marmor von Villefranche-de-Conflent gefertigte Westportal stammt von einer im 19. Jahrhundert abgerissenen Kirche.
- Die neue Kirche Saint-Pierre ist ein Bau des 17. Jahrhunderts.